# Míra prokliku
Míra prokliku (anglicky click-through rate, odtud zkratka CTR) je termín používaný v internetové reklamě. Jedná se o metriku vyjadřující efektivitu míry kliknutí na internetovou reklamu, přičemž kliknutí na reklamní sdělení je považováno za potvrzení jeho atraktivity pro uživatele internetu. Využívána je nejčastěji v interaktivním marketingu, který zahrnuje online aktivity umožňující okamžitou odezvu (zapojení zákazníků). K danému účelu jsou využívány nejčastěji webové stránky, umístění ve vyhledávání, mobilní marketing apod., jejichž prostřednictvím dochází ke zvyšování povědomí uživatelů o společnosti a současně i ke zvyšování pravděpodobnosti prodeje produktu.
K základním metrikám využívaným při hodnocení účinnosti reklamních sdělení na internetu patří:
Imprese (absolutní počet zobrazení reklamy);
Interakce (počet kliknutí na reklamní sdělení);
Akce (činnost, kterou návštěvník webové stránky vykoná po interakci, jako např.: vyplnění formuláře, registrace do mailing listu, stažení dokumentu aj.);
Transakce (dokončení objednávky a úhrada produktu/služby)

## Použití

### Praktická aplikace metriky míra prokliku
Nejčastěji se s mírou prokliku setkáme v souvislosti s PPC reklamou (angl: Pay Per Click = reklama s platbou za proklik), která se objevuje nad výsledky vyhledávání, pod nimi či vedle nich. Zde má míra prokliku přímý dopad na výsledky PPC kampaní, poněvadž vysoká míra prokliku snižuje cenu za proklik CPC (angl.: Cost Per Click) a zlepšuje pozici reklamy. Přesná predikce míry prokliku (CTR) může nejen zlepšit pověst a příjmy reklamní společnosti, ale také pomoci inzerentům optimalizovat výkon reklamy, přičemž se ukazuje, že míra prokliků je vyšší u reklam zahrnujících odborné důkazy a statistická data, než u reklam zahrnujících kauzální důkazy.
V rámci PPC reklam patří k nejpoužívanějším metrikám (kromě již uvedených) i Cost Per Click (CPC; cena za 1 klik), Cost Per Mile (CPM; cena za tisíc zobrazení), Počet konverzí (kolik návštěvníků udělalo z PCC reklamy konverzi), Míra konverze (ATR; podíl konverzí k návštěvám) a Cena za konverzi (celková cena/náklady).

### Použití metriky míra prokliku
Cost Through Rate (CTR) udává v procentech poměr mezi celkovým počtem zobrazení internetové reklamy (imprese) a počtem úspěšných prokliků na reklamní odkaz (interakce). Tento procentuální poměr do jisté míry odráží efektivitu reklamy, protože vyjadřuje procento návštěvníků, kteří viděli reklamu a proklikli přes ni na web inzerenta. Výsledný poměr se odvíjí od schopnosti zaujmout uživatele internetové reklamy a od schopnosti přesvědčit jej o užitečnosti sledovat příslušné sdělení na další internetové stránce.
Z marketingového hlediska je významné, že pokud je inzerent umístěn v paid search i organic search, pak je CTR (Click Through Rate) i tržby vyšší. Na míru prokliku (CTR) může mít vliv i celá řada dalších faktorů, jako např. i informace o ceně v reklamních bannerech, která může být prediktorem zájmu o produkt a potenciálního nákupního chování.

### Reálná míra prokliku
Pro marketingové účely je v praxi využívána i metrika reálná míra prokliku, jelikož každé reklamní sdělení zaregistruje (reálně zhlédne) pouze část uživatelů. Z paralelního toku reklamy a relevantních informací plyne, že i když je reklamní sdělení zobrazeno (dojde k impresi), nemusí si ho uživatel všimnout.

## Výpočty

### Míra prokliku
CTR (%) = počet prokliků (interakcí) / počet zobrazení (impresí) * 100
Při analýze účinnosti internetové reklamy je tento poměr obvykle vztahován k určitému, zpravidla předem stanovenému, časovému období. Tím může být období trvání celé reklamní kampaně, nebo určité definované období (den, týden, měsíc atpod.). Maximum (100 % CTR) znamená, že při každém zobrazení (impresi) uživatel interagoval s inzercí proklikem na sdělení na dalším internetovém odkazu.

### Reálná míra prokliku
CTRr (%) = počet interakcí / počet impresí * koeficient pozornosti * 100
Maximum (100 %), respektive koeficient pozornosti = 1, což znamená, že při všech impresích uživatelé inzerci zaregistrovali a následně i došlo k interakci.
Analogicky je při hodnocení efektivity internetové reklamy využívána k marketingovým účelům i metrika zvaná relativní míra prokliku. Tato metrika srovnává vlastní míru prokliku s konkurencí. Relativní CTR je podílem vlastního CTR a CTR všech inzerentů v umístěních zobrazující vlastní reklamy.

### Relativní míra prokliku
Relativní CTR = vlastní CTR / CTR konkurence
Je-li hodnota rovna 1, pak vlastní reklamy mají stejné CTR jako CTR konkurence. Je-li hodnota menší než 1, mají posuzované reklamy horší míru prokliku než reklamy konkurence, a naopak při relativním CTR větším než 1 mají posuzované reklamy míru prokliku lepší.
V praxi se můžeme setkat i s ukazatelem CR (Click Rate), do něhož se započítávají i neúspěšné prokliky (např. při zahlcenosti serveru apod.).